# The Babysitter: Killer Queen
The Babysitter: Killer Queen är en amerikansk slasherkomedifilm, samt en uppföljare till filmen The Babysitter från 2017, som hade premiär på streamingtjänsten Netflix, den 10 september 2020. Filmen är liksom dess tidigare nämnda föregångare The Babysitter, regisserad av McG, denna gång från ett manus skrivet av honom själv, Dan Lagana, Brad Morris och Jimmy Warden. I huvudrollerna syns Judah Lewis, Emily Alyn Lind, Robbie Amell, Andrew Bachelor, Leslie Bibb, Hana Mae Lee, Bella Thorne, Samara Weaving och Ken Marino, som alla repriserar sina tidigare spelade roller från den förra filmen.
Filmens huvudfotografering satte igång i Los Angeles under år 2019. Skådespelerskan Jenna Ortega, känd från bland annat de två senaste filmerna i Scream-serien (Scream (2022) och Scream VI) och TV-serien Wednesday, medverkar även i en ledande roll i filmen, som hon fick i oktober 2019. Det sägs även att en tredje film, samt ytterligare en uppföljare i The Babysitter-franchisen, är under utveckling, vilket det har varit sedan november 2023.

## Handling
Filmens handling kretsar återigen kring tonårskillen Cole Johnson, som två år efter händelserna i den förra filmen, återigen måste kämpa för sitt liv, detta efter att en tidigare hemlighet har begravts. Samtidigt som detta sker, så blir han även jagad och hemsökt av demoniska fiender, både gamla som nya.

## Rollista
| Judah Lewis        | – Cole Johnson      |
| Emily Alyn Lind    | – Melanie Cyrus     |
| Jenna Ortega       | – Phoebe Atwell     |
| Robbie Amell       | – Max               |
| Andrew Bachelor    | – John              |
| Hana Mae Lee       | – Sonya             |
| Bella Thorne       | – Allison           |
| Samara Weaving     | – Bee               |
| Ken Marino         | – Archie Johnson    |
| Leslie Bibb        | – Phyliss Johnson   |
| Chris Wylde        | – Juan Cyrus        |
| Carl McDowell      | – "Big" Carl Davis  |
| Maximilian Acevedo | – Jimmy             |
| Juliocesar Chavez  | – Diego             |
| Jennifer Foster    | – Boom-Boom         |
| Raymond Patterson  | – Mr. Nordy         |
| Helen Hong         | – Rektor Highbridge |
| Jason Rogel        | – Konstapel Phil    |
| Scott MacArthur    | – Leeroy            |
| Amanda Cerny       | – Violet            |